# Разрез Талдинский
Талдинский угольный разрез один из самых перспективных и динамично развивающихся разрезов Кемеровской области, сдан в эксплуатацию в 1986 году. АБК находится в деревне Малая Талда.

## О предприятии
филиал Талдинский угольный разрез — крупнейшее угледобывающее предприятие Кемеровской области. Штаб-квартира находится в городе Кемерово. Предприятие входит в состав угольной компании «Кузбассразрезуголь».
Разрез расположен в пределах одноименного месторождения в центральной части Ерунаковского геолого-экономического района, находящегося на территории Новокузнецкого и Прокопьевского районов, в 50 км к северу от Новокузнецка.
Продуктивные отложения Талдинского разреза слагает группа пластов с пологим залеганием крыльев. Углы падения угольных пластов на юго-западном крыле составляют 5-10°, на северо-восточном — 10-20°. Средняя суммарная мощность всех пластов равна 88 м, рабочая угленосность составляет 15,2 %. Для отработки принято 6 пластов суммарной мощностью 25,2 м. Угли марок ДГ и Г используются для энергетических целей. Зольность −13,0-17,0 %, влага — 9,0-14,5 %, сера до 0,4 %. Теплота сгорания 5100-6000 Ккал/кг.
На разрезе добывают свыше 8000 тыс. тонн в год угля марки ДГ и Г, который используется для энергетических целей.
Имеется свой перерабатывающий комплекс с отгрузкой в вагоны.
По первоначальному проекту предполагалось строительство крупнейшего в стране разреза с годовой добычей 30 миллионов тонн. Во время реструктуризации угольной отрасли ввиду объективных причин от 30-миллионного проекта отказались. Однако, с добычей около 8 миллионов тонн разрез является одним из крупнейших в Кемеровской области и России.
На разрезе используются различные виды механизации, часть отрабатывается с ведением вскрышных работ по бестранспортной технологии с применением шагающих экскаваторов-драглайнов, уголь добывается с помощью гидравлических экскаваторов типа — обратная лопата, вскрышные работы преимущественно ведутся с применением канатных экскаваторов P&H, WK, ИЗ-Картекс. Вскрыша и уголь вывозятся автосамосвалами БелАЗ 75138, 75302, 75306, 75600, 75601, грузоподъемностью от 130 до 320 тонн.

## История
- Разрез был сдан в эксплуатацию в августе 1986 года, в октябре приняты в работу ремонтно-механический участок, очистные сооружения. В 1990 г. создан собственный участок буро-взрывных работ.
- В 1993 г. в состав разреза вошла Ерунаковская автобаза.
- В 1997 г. введен в эксплуатацию участок гидромеханизации.
- В 1999 г. освоена циклично-поточная технология; ремонтно-механические мастерские усилили ремонтными бригадами с участков горных работ и создали участок по добыче базальта (УДБ).
- 16 января 2002 г. с Талдинского разреза отправился в Чеченскую республику состав с углем — гуманитарная помощь жителям. Это уже второй состав, направленный в адрес жителей Чечни. Первый отправился в путь ещё 12 января. Конечный пункт назначения — станция Гудермес.
- В апреле 2002 г. добыта 50 миллионная тонна угля с начала эксплуатации разреза.
- В 2002 г. построен железнодорожный перегон «Ускатская — Красулино».
- По итогам шахтерского года (август 2002 — август 2003 гг.) разрезу Таллинскому присуждено первое место по компании «Кузбассразрезуголь» с вручением кубка им. Л.M. Резникова.
- 25 ноября 2004 г. с разреза отправлен состав с углем (1 000 тонн) в Республику Алтай — в помощь пострадавшим от землетрясения осенью 2003 г.
- По итогам работы в 2004 г. коллектив разреза занял первое место по производственным показателям среди предприятий компании «Кузбассразрезуголь» с вручением кубка им. Л.M. Резникова.
- В 2005 г. коллектив разреза стал победителем в производственном соревновании среди предприятий компаний «Кузбассразрезуголь» и во второй раз стал обладателем переходящего кубка Л.M. Резникова, первого руководителя компании.
- В 2006 г. к «Талдинскому» присоединены отводы разреза «Таежный», что сделало его самым мощным в Кузбассе — годовая добыча двух разрезов теперь составляет 11 миллионов тонн.
- 12 февраля 2010 года «Газпром» запустил первый в России промысел по добыче метана угольных пластов[1].

## Адрес
654054, г. Новокузнецк
Факс: 42-72-69
Телефон: 42-73-16
e-mail: taldinsky@kru.ru